# Martija de Jauregui
Martija de Jauregui (siglo XVI) fue una curandera navarra que ejerció en el siglo XVI, protomédica y ginecóloga que fue procesada por intrusismo y desterrada por la Santa Inquisición.

## Biografía
Hacia 1570 ejercía su profesión por tierras de Estella y Pamplona, según se refiere Florencio Idoate en Rincones de la Historia de Navarra.
No sabía leer ni escribir y sus conocimientos terapéuticos los había aprendido del doctor Cartajena, su abuelo, que había sido médico en Lequeitio.
Por privilegio especial del protomédico de Navarra tuvo autorización para curar algunas enfermedades. Fue experta ginecóloga y hábil para las dolencias propias de las mujeres. Sus remedios consistían principalmente en emplastos y brebajes a base de ingredientes vegetales y como complemento mandaba encargar sendas misas y hacer diversas prácticas religiosas.
Hacia 1580 trasladó sus actividades a Huarte-Araquil (donde se estableció con su marido). Atendía en euskera, su lengua materna, a toda la zona de La Barranca y Araquil hasta Guipúzcoa. Recogía hierbas en los montes de Aralar y se las bendecían en la iglesia por San Juan y otras fiestas.
Con el racionalismo renacentista y la profesionalización de las profesiones sanitarias, se masculinizó la medicina con el consiguiente desplazamiento de la medicina tradicional y de las mujeres que tradicionalmente la habían venido ejerciendo. Fue popular, bien considerada y su fama fue creciendo hasta que la Santa Inquisición la procesó y desterró de Estella por intrusismo. Que una mujer ejerciese, era un desafío para la incipiente ciencia médica.

## Premios y reconocimientos

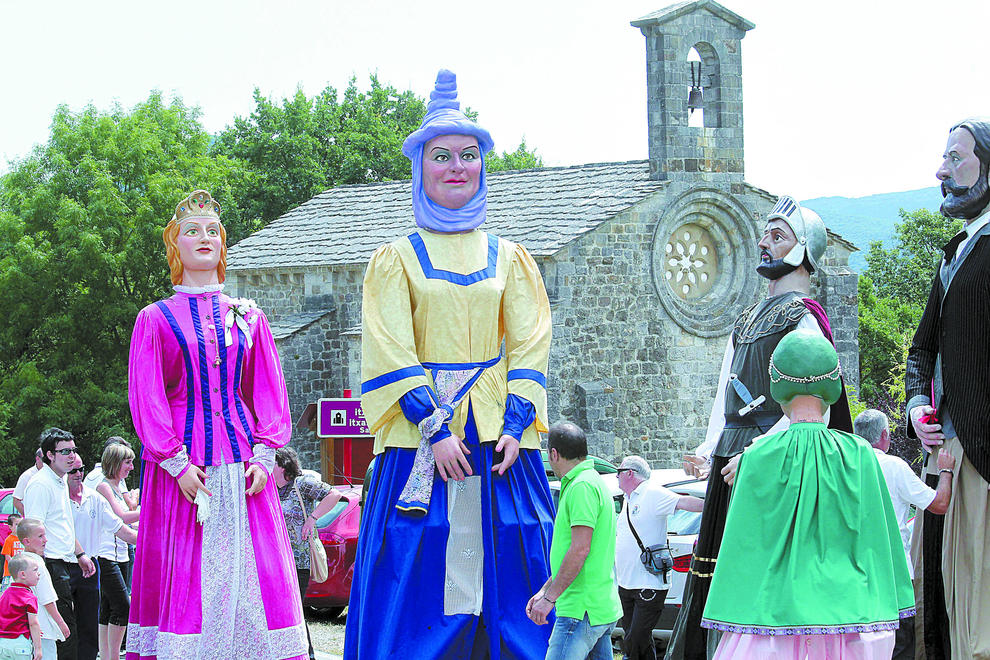
Una imagen de los famosos "gigantes de Navarra"

- 1998 Una de las mujeres recopiladas en la publicación "Ellas: las mujeres en la historia de Pamplona".[6][7]
- 2002 El Ayuntamiento de Huarte-Araquil le dedicó uno de sus gigantes. De esta manera, siempre está presente en todas las fiestas que celebran.[8]
- 2017 Su nombre es uno de los seis nombres de mujeres reconocidas en el Parque de las Pioneras de Pamplona, que reconoce su trayectoria vital abrió caminos a otras mujeres, más allá de las convenciones sociales del momento.[4][9]
- 2002 Presente en el Mural “La Senda de las Pioneras” en el Parque de las Pioneras.[10]